# Темиров, Анвархон Абдулазизханович
Анвархон Абдулазизханович Темиров (27 марта 1989 года, Наманганская область, Узбекская ССР) — узбекский политический деятель, депутат Законодательной палаты Олий Мажлиса Республики Узбекистан IV созыва. Член Народно-демократической партии Узбекистана.

## Биография
Анвархон Темиров окончил Наманганский инженерно-технологический институт. В 2020 году избран в Законодательную палату Олий Мажлиса Республики Узбекистан IV созыва, а также назначен на должность члена Комитета по вопросам промышленности, строительства и торговли Законодательной палаты Олий Мажлиса Республики Узбекистан.